# Балыбердин, Алексей Владимирович
Алексей Владимирович Балыбе́рдин (р. 27 апреля 1978) — российский политик, депутат Государственной Думы VII созыва. Член Комитета Государственной Думы по экономической политике, промышленности, инновационному развитию и предпринимательству. Член фракции «Единая Россия».

## Биография
Родился 27 апреля 1978 года в Нижнем Тагиле в семье работников Уралвагонзавода. В 1997 году окончил Нижнетагильский машиностроительный техникум по специальности «технология сварочного производства», в 2000 году окончил Уральский государственный технический университет по специальности «машиностроение».
По окончании вуза начал трудовую деятельность в Акционерном обществе «Научно-производственная корпорация „Уралвагонзавод“ имени Ф. Э. Дзержинского». Прошёл путь от мастера до начальника участка цеха. В 2009 году без отрыва от производства окончил магистратуру при Уральской академии государственной службы по специальности «менеджмент».
Активная жизненная позиция по отстаиванию интересов работников коллектива была замечена в профсоюзной организации завода и в 2012 году Балыбердина пригласили возглавить комиссию по охране труда на общественных началах. А с 2014 года он стал председателем комиссии по охране труда Общественной организации Первичная профсоюзная организация «Уралвагонзавод» на постоянной основе.
30 апреля 2013 года Президент России Владимир Путин принял своего полпреда в УрФО Игоря Холманских и делегацию жителей Нижнего Тагила, в состав которой вошел представитель Уралвагонзавода Алексей Балыбѐрдин. По итогам этой встречи Президент подписал указы, направленные на реализацию ряда социальнозначимых проектов по развитию инфраструктуры Нижнего Тагила. В феврале 2015 года в составе делегации работников Уралвагонзавода принял участие в митинге движения «Антимайдан», который проходил в Москве на Манежной площади, где выступил в поддержку курса Президента Владимира Путина. В этом же году возглавил Нижнетагильское отделение Межрегионального движения «В защиту человека труда».

## Депутат Государственной думы Российской Федерации
Весной 2016 года принял участие в праймериз «Единой России» в Государственную Думу по Нижнетагильскому избирательному округу. По итогам голосования 22 мая 2016 года занял четвертое место, однако 26 июня 2016 года на съезде Единой России результаты праймериз в Нижнем Тагиле были отменены «в силу большого количества поступавших заявлений о нарушениях». Оргкомитет по проведению праймериз рекомендовал включить Алексея Балыбердина в число кандидатов в депутаты Госдумы от «Единой России», сославшись на то, что ранее работники «Уралвагонзавода» обратились к председателю партии Дмитрию Медведеву с такой просьбой.
На выборах 18 сентября 2016 года Балыбердин Алексей Владимирович был избран депутатом Государственной Думы Российской Федерации VII созыва по Нижнетагильскому одномандатному избирательному округу № 0171.
В Государственной Думе вошел в состав Комитета ГД по экономической политике, промышленности, инновационному развитию и предпринимательству. Возглавляет Экспертный совет по развитию моногородов при Комитете ГД по экономической политике, промышленности, инновационному развитию и предпринимательству.

## Законотворческая деятельность
С 2016 года по 2019 год, в течение исполнения полномочий депутата Государственной Думы VII созыва, выступил соавтором 27 законодательных инициатив и поправок к проектам федеральных законов.